# Espalion
Espalion è un comune francese di 4 561 abitanti situato nel dipartimento dell'Aveyron nella regione dell'Occitania. Il borgo possiede un bel castello rinascimentale del XVI secolo e un ponte duecentesco.

## Società

### Evoluzione demografica
Abitanti censiti

## Amministrazione

### Gemellaggi
- Langhirano